# Anemesia tubifex
Espèce
Synonymes
- Nemesia tubifex Pocock, 1889

Anemesia tubifex est une espèce d'araignées mygalomorphes de la famille des Cyrtaucheniidae.

## Distribution
Cette espèce se rencontre en Afghanistan et au Turkménistan.

## Description
Le mâle décrit par Zonstein en 2018 mesure 14,80 mm et la femelle 20,20 mm.

## Publication originale
- Pocock, 1889 : Arachnida, Chilopoda and Crustacea. The Zoology of the Afghan Delimitation Commission. Transactions of the Linnean Society of London, Zoology, sér. 2, vol. 5, p. 110-121 (texte intégral).